# Skandinavski gorski brezov gozd in travišča
Svetovni sklad za naravo (WWF) opredeljuje skandinavske gorske brezove gozdove in travišča kot ekoregijo kopenske tundre na Norveškem, Švedskem in Finskem.

## Varstvena vrednost
Skandinavski gorski brezovi gozdovi in travišča so ena od globalnih 200 ekoregij, kot jih je opredelil WWF, in se zato obravnavajo kot prednostna naloga ohranjanja.

## Geografija
Ekoregija sledi Skandinavskemu gorovju in se razteza na 11 stopinj zemljepisne širine od juga proti severu. Približno dve tretjini ekoregije je na Norveškem, približno ena tretjina na Švedskem, majhno območje pa se dotika skrajnega severozahodnega dela Finske. Definicija WWF ekoregije zajema območje dolgo 1600 km, s skupno površino približno 243 000 km². Kljub temu, da je razvrščeno kot ekoregija tundre, ima veliko območje, ki ga opisuje WWF, ogromen razpon podnebja in biomov, vključno s številnimi območji z borealnim in celo zmernim oceanskim podnebjem. Primeri zmernih območij so nižine vzdolž fjordov, kot je Hardangerfjord (vključno z Ullensvangom, Sognefjord (vključno s Sogndalom, Romsdalsfjordom (vključno z Moldejem) in tudi nekatera obalna območja vzdolž celine bolj severno, kot je Brønnøy.
Skandinavsko gorovje vključujejo največje ledenike na evropski celini (Jostedalsbreen, Svartisen), najvišje gore severne Evrope (Jotunheimen) in največjo gorsko planoto. Sama gorska veriga ustvarja padavinsko senco, vzhodni del gorske verige pa prejme manj padavin kot zahodni del. Ekoregija je razdeljena na dva dela, južni del je v norveškem osrednjem gorovju. Severni del sledi severnemu delu skandinavskega gorovja Kjølen in sega do obale na skrajnem severu. Na zahodu je ekoregija WWF skandinavski obalni iglasti gozdovi, na vzhodu pa skandinavska in ruska tajga. Na skrajnem jugu je sarmatski mešani gozd.

## Naselja in grožnje
Na Norveškem in Švedskem je v pravem montanskem območju brezovih gozdov in v alpskem območju malo mest. Na skrajni severni obali sta mesti Hammerfest in Vadsø v območju gorske breze. Na južnem Norveškem s Røros, Geilo in Hovden v ali delno v območju gorske breze. V nasprotju z nižinami obstaja veliko narodnih parkov, ki varujejo to območje. Največja grožnja na Norveškem so številne zasebne koče, kjer ljudje želijo tudi cestni dostop, električno energijo in internet. Posledica segrevanja podnebja bodo podnebna območja in sčasoma se bodo vegetacijska območja (odvisno od več dejavnikov poleg temperature, kot so različne sposobnosti širjenja rastlin, pašne živali itd.) preselila po gorskih pobočjih v višje lege. Ko se gozd pomika navzgor, se bo ta gorska in alpska ekoregija zmanjšala, zlasti najhladnejša alpska območja. Pričakuje se, da bo planota Hardangervidda v veliki meri pokrita z gozdom in gozd se bo povzpel višje na vseh območjih, kot je gorovje Dovre. Drevesna meja na Norveškem se trenutno v povprečju vsako leto dvigne za 0,5 do 1 m nadmorske višine, na nekaterih območjih pa še več. Najvišje drevo na Norveškem leta 2019 je bila gorska breza, ki raste na 1404 m nadmorske višine v Jotunheimenu. Temperaturna normala 1991–2020 je znatno toplejša od običajne temperature 1961–1990 za celotno Skandinavijo.

## Habitati
Deli ekoregije so v manjših gorskih območjih, obdanih z nižjimi biomi, kot je to v primeru obalnih gora na Norveškem. Na najvišji nadmorski višini je visoka alpska tundra z zelo skromno vegetacijo in golimi skalami, melišči, snežišči in ledeniki. Na nižji nadmorski višini je nizka alpska tundra z neprekinjenim rastlinskim pokrovom; pritlikave breze in do 1 m visoke vrbe ter travišča ter številna jezera in barja. Še nižje je sosednji pas gorske breze z gorsko puhasto brezo (Betula pubescens); nekaj zakrnele smreke in bora ter mnogo jezer in barij. Ta del velja za del severne borealne vegetacijske cone (redke tajge); breza, ki tvori gozdno mejo, je zunaj Skandinavije zelo redka. Na nižjih nadmorskih višinah gozdovi postanejo zaprti, gostejši in višji z več vrstami, vključno z zrelim navadnim borom in trepetliko, ki tvorijo borealne gozdove. Zemljevid te ekoregije, ki ga uporablja WWF, ima tako zelo velik razpon okoljskih razmer; od zmernih gozdov do najvišjih gora z ledeniki in snežišči. Strm teren z gorami vzdolž fjordov in obale zahteva visoko ločljivost.

### Rastlinstvo
V tej regiji je veliko alpskih rastlinskih vrst, ki jih ni nikjer drugje v Evropi, pogosto pa na Arktiki in včasih v gorskih območjih Severne Amerike. Poleg breze so na tem območju še trepetlika, rdeči bor (Pinus sylvestris), navadni brin (Juniperus communis), siva jelša (Alnus incana), jerebika (Sorbus aucuparia), kozja vrba in čremza. Nekatera značilna zelišča so ozkočeladasta preobjeda (Aconitum lycoctonum), borovnica in Barjanska robida (Rubus chamaemorus), slednja običajno raste na številnih barjih.

### Živalstvo
Živalski svet ekoregije vključuje plenilce, kot so rosomah, rjavi medved, evrazijski ris, sivi volk, navadna lisica in velika podlasica. Polarni lisici na tem območju grozi izumrtje, vendar vrsto poskušajo rešiti. Rastlinojedci so divji severne jelene (samo v gorah v osrednji Norveški; severni jeleni na severu so napol udomačeni), srna in jeleni (nižine v južnem delu ekoregije); najpogostejši veliki rastlinojed je los (večinoma pod gozdno mejo). Pogosti so postrušniki, voluharji, veverice in zajci, evropska vidra pa je pogosta ob fjordih in v številnih rekah, zlasti na severu. Na Dovrefjellu je približno 150 mošusnih volov, ki so jih prepeljali z Grenlandije v 1930-ih, saj je bila vrsta v Skandinaviji izumrla. Bogat je ptičji svet; večina ptic je selivk, nekatere pa ostanejo vse leto. Med vrstami ptic sta arktični sokol in belorepec. Veliko je jezer s postrvmi in jezersko zlatovčico, v rekah so morske postrvi in lososi.

## Galerija
Fotografije - gorska območja in severni borealni/gorski gozd
- Globok sneg ob drevesni meji, narodni park Junkerdal
- Besseggen v narodnem parku Jotunheimen, z najvišjimi gorami v severni Evropi
- Reka Bjøllåga in gorska breza v dolini Bjøllå, narodni park Saltfjellet-Svartisen
- Jezero Strandavatnet, narodni park Hallingskarvet
- Muškatno govedo v narodnem parku Dovrefjell-Sunndalsfjella
- Jesen v narodnem parku Rondane
- Rock Ptarmigan narodni park Rohkunborri
- Brezov gozd s podrastjem, narodni park Reisa
- Alpsko cvetje v narodnem parku Sarek